# Sedum phyllanthum
Sedum phyllanthum là một loài thực vật có hoa trong họ Crassulaceae. Loài này được H. Lév. & Vaniot miêu tả khoa học đầu tiên năm 1904.